# Dexrazoxane
Le dexrazoxane est une molécule chélateur du fer et utilisée comme médicament cardio-protecteur en cas d'utilisation d'anthracyclines.

## Efficacité
Il réduit la sévérité et l'incidence des complications cardiaques des anthracyclines données dans le traitement des formes avancées du cancer du sein. Il fait de même pour celles de la doxorubicine donnée en cas de leucémie aiguë lymphoblastique de l'enfant. 
Il existe cependant un doute sur une possible diminution de l'efficacité anticancéreuse lorsque le dexrazoxane est associé à une anthracycline mais cela n'a pas été retrouvé dans d'autres études. Il pourrait exister également une augmentation du risque de survenue d'un deuxième cancer chez l'enfant mais cela reste discuté.